# 张晋雄
张晋雄（1958年1月—），中华人民共和国外交官，曾任中华人民共和国驻苏里南共和国特命全权大使。

## 生平
1981年，进入中华人民共和国外交部工作，先后在驻荷兰大使馆、外交部西欧司、驻比利时大使馆、外交部办公厅任职。2002年，任驻苏里南大使馆参赞。2006年，任外交部办公厅参赞。2009年，任驻荷兰大使馆参赞。2013年8月，出任中华人民共和国驻宋卡总领事。2016年5月，出任中华人民共和国驻苏里南大使。2018年7月，自驻苏里南大使离任。

## 家庭
已婚，有一女。